# 구쓰키 도쓰나
구쓰키 도쓰나(일본어: 朽木玄綱 くつき とうつな[*])는 탄바국 후쿠치야마번 5대 번주이자, 후쿠치야마번 구쓰키가 6대 당주이다.

## 생애
호에이 6년 (1709년) 9월 11일, 미노국 이와무라번 3대 번주 마쓰다이라 노리타다의 5남으로 태어났다. 교호 12년 (1727년) 윤1월 2일, 외삼촌인 후쿠치야마번의 4대 번주 구쓰키 다네하루의 양자가 된다. 같은 해 윤1월 15일, 8대 장군 도쿠가와 요시무네를 배알했다. 같은 해 12월 18일, 종5위하 데와노카미에 서임된다. 교호 13년 (1728년) 11월 23일, 다네하루의 은거로 가독을 이었다.
번정에서는 교호 17년 (1732년), 교호 대기근이 원인이 되어 교호의 강소라고 불리는 소동이 일어나 번내는 혼란스러웠다. 이 때문에 쌀값 상승에 의해 자신의 생활을 최저로 해, 지출을 억제하고 있었다. 또, 아케치 미쓰히데 어령법회를 허가하고 있었다 (미타마 마츠리(御霊祭り)의 개시). 또 후계자 문제에서도 다네하루가 먼저 양자로 삼았던 쓰나사다 (다네하루의 조카, 도쓰나의 사촌동생)의 병이 낫고, 사이가 나쁘던 양아버지도 사망함에 따라, 츠나사다를 옹립하려는 가신 일파와 자신의 아들을 옹립하고 싶은 토우츠나가 대립하였다. 원래 오규 마쓰다이라가에서 양자로 들어온 도쓰나에게는 후견인이 없어 쓰나사다를 양자를 들였지만, 이로 인해 번정에서는 도쓰나의 발언권이 약해졌다.
이처럼 혼란이 계속되는 번정에서 도쓰나의 공적에는 문무의 발전이 있다. 교호 19년 (1734년) 9월 28일, 소샤반에 취임한다. 호레키 8년 (1758년) 4월 7일, 지샤부교 겸임을 명받는다. 호레키 9년 (1759년) 윤7월 16일, 소샤반 겸 지샤부교를 사임한다. 메이와 6년 (1769년) 4월 18일, 닛코 제례 부교를 명받는다. 메이와 7년 (1770년) 8월 30일, 62세의 나이로 사망했다. 가독은 쓰나사다가 이었다.

## 가족 관계
- 아버지 : 마쓰다이라 노리타다 (1674년 ~ 1717년)
- 어머니 : 오히사(お久) - 호코인(宝光院), 구쓰키 다네마사의 딸
- 양아버지 : 구쓰키 다네하루 (1665년 ~ 1741년)
- 정실 : 겐료인(乾了院) - 나이토 기요카즈의 딸
- 측실 : 오사키(お咲) - 로료인(廊了院)
  - 장남 : 구쓰키 노부쓰나 (1731년 ~ 1787년)
- 아내 : 가가쿠인(華嶽院) - 아시다씨
  - 8남 : 마쓰다이라 노리야스 (1748년 ~ 1826년) - 마쓰다이라 노리모리의 양자
- 생모 불명의 자녀
  - 4남 : 마쓰다이라 노리즈미
  - 6남 : 마키노 세오토
  - 딸 : 조쿄인(浄鏡院) - 나이토 마사미쓰의 정실, 후의 마나베 아키나카의 정실
  - 딸 : 나이토 나가요시의 정실
  - 딸 : 시바타 가쓰미쓰의 정실
  - 딸 : 마쓰다이라 다다타카의 정실
  - 딸 : 구쓰키 미치쓰나의 정실
- 양자
  - 아들 : 구쓰키 쓰나사다 (1713년 ~ 1788년) - 구쓰키 미치쓰나(朽木 迪綱, 구쓰키 다네마사의 6남)

| 전임 구쓰키 다네하루 | 제5대 후쿠치야마번 번주 1728년 - 1770년 | 후임 구쓰키 쓰나사다 |